# Enriqueta Pulido Pino
Enriqueta Pulido Pino, més coneguda esportivament com Kety Pulido, (Badalona, 1 de desembre de 1964 - 28 de gener de 2022) fou una futbolista catalana.
Defensa central i també lliure, jugà amb el llavors Club Femení Barcelona durant deu temporades (1984-94), arribant a ser la capitana de l'equip. Competí a Lliga catalana i Copa Generalitat, així com a les competicions estatals. Amb el club blaugrana, guanyà el primer títol oficial de la secció, la Copa Generalitat (1985), imposant-se a la final al FF Vallès Oriental de Sabadell. També fou la primera capitana blaugrana que aixecà un títol estatal, la Copa de la Reina de 1994, superant a la final a l'Oroquieta Villaverde madrileny.